# Association Familiale Mulliez
Die Association Familiale Mulliez (AFM) ist ein Konsortium in Form eines GIE (Groupement d'intérêt économique), die Unternehmensbeteiligungen der nordfranzösischen Unternehmerfamilie Mulliez hält und die dem unternehmerischen Zusammenhalt der Familie dienen soll. Nach dem Willen der Gründer sollten nur Familienmitglieder Anteile an AFM haben dürfen; 2017 hielten die etwa 700 Familienmitglieder rund 93 Prozent am Kapital. Die Familie ist eine der reichsten in Frankreich. Der Gesamtwert der Beteiligungen wurde 2018 auf 40 Milliarden Euro geschätzt. Die AFM wurde 1955 von Francis Mulliez gegründet und wird seit 2014 von Barthélemy Guislain geleitet.

## Beteiligungen
Über die AFM ist oder war die Familie unter anderem an folgenden Unternehmen beteiligt:
- Groupe 3SI, früherer Name: 3 Suisses International (45 %): Gruppe von Versandhandelsunternehmen; gegründet von der Familie Toulemonde; AFM-Einstieg 1981, Ausstieg 2013
- Accord Bank: Kreditunternehmen
- Adeo: Baumärkte (85 %); gegründet 1923 von Adolphe Leroy und Rose Merlin, AFM-Einstieg 1979, Umbenennung von Leroy Merlin in Adeo 2007; Marken unter anderem: Leroy Merlin, Bricoman, Bricocenter (Italien), Aki (Spanien und Portugal), Weldom
- Agapes: Systemgastronomiekette; Marken: Flunch, Pizza Paï, Amarine, Les 3 Brasseurs, So Good
- Alinéa (37 %): Möbelhäuser; gegründet von Alain Mitaux; AFM-Einstieg 1989
- Aquarelle: Frauenmode
- Auchan (84 %): Hypermarkt-Kette, eines der weltgrößten Einzelhandelsunternehmen, gegründet 1961 von Gérard Mulliez. Marken: Alcampo, Atac, Banques Accord et Oney, Cityper, Colmark, Immochan, Rik et Rok, Elea, La Rinascente, RT Mart, Sabeco, Supermercados Expresso SMA, Simply Market, Alinéa, Les halles d'Auchan
- Boulanger (85 %): Elektronikläden, gegründet 1983 von Bernard und Gustave Boulanger; Marken: Boulanger, WebDistrib, SMS Distribution, Electro Depot
- Brice (100 %): Männerkleidungsläden, gegründet 2003
- Cannelle: Unterwäsche
- Cultura: Kette mit verschiedenen Aktivitäten im Bereich Kultur (Bücher, CDs/DVDs, Papeterie, Bastelartikel, Ticketvorverkauf, Galerien, Musicalbars, Cafés u. a.); gegründet 1998 von Philippe Van der Wees
- Decathlon (85 %): Sportartikelläden, gegründet 1976 von Michel Leclercq; Marken: Aptonia, Domyos, Geologic, Géonaute, Inesis, Kipsta, Orao, Tribord, Quechua, Decathlon, Decathlondesign
- GrosBill (34 %): AFM-Einstieg 2005
- In Extenso: Bekleidung und Schuhmode für Frauen
- Jules (54 %): AFM-Einstieg 1996 (früherer Name Camaïeu homme)
- Kiabi: Bekleidungsläden, gegründet 1978 von Patrick Mulliez
- Kiloutou (verkauft): gegründet von Franky Mulliez
- La Vignery: Weinhandel, gegründet von Romain Mulliez
- Orsay: Modeläden, gegründet 1975, verkauft 2022[4]
- Phildar: Textilläden, gegründet 1955, verkauft 2020[5]
- Picwic (verkauft): Spielwarenläden, gegründet von Stéphane Mulliez
- Pimkie: Damenoberbekleidung, gegründet 1971, verkauft 2023
- MacoPharma: Pharmaunternehmen (Geschäftsfelder: Transfusionen, Infusionen, Biotechnologie und Atemschutzmasken)
- Mobivia: Autoreparaturwerkstätten, gegründet 1970 (ursprünglich unter dem Namen Norauto) von Éric Derville
- Saint Maclou (95 %): , gegründet 1963 von Gonzague Mulliez; Marken: Saint Maclou, Cosily, Allied Carpets, Home Market, Essers, Teppichfreund
- Tape à l'Œil: Modekleidung
- Top Office: Bürobedarf, gegründet 1996 von Patrick Mulliez
- Youg's: Elektronikläden, gegründet 1999 von Hughes Mulliez

Der Umsatz der zu AFM gehörenden Marken lag 2021 bei knapp 100 Milliarden Euro.
Die Aktien der AFM sind nicht an der Börse notiert, sie können nur innerhalb der AFM weiterverkauft werden. Dies führt immer wieder zu Streitigkeiten, wenn ein Mitglied der Familie seine Aktien verkaufen will oder wenn das Finanzamt den Wert der Aktien anzweifelt.

## Geschäftstätigkeit in Russland
Im März 2022 wurde die Unternehmensgruppe in der Presse kritisiert, weil sie ihre umfangreichen Geschäftstätigkeiten in Russland trotz des Kriegs in der Ukraine vorerst uneingeschränkt fortsetzte.